# Serra dos Pretos-Forros
Serra dos Pretos-Forros é uma serra localizada na cidade do Rio de Janeiro. Fica situada entre os bairros da Água Santa e Lins de Vasconcelos, e é um divisor natural entre os bairros de Jacarepaguá (Zona Oeste) e do Grande Méier (Zona Norte). Faz parte do setor 4 do Maciço da Tijuca. Seu trecho oeste voltado para os bairros de Piedade, Quintino Bocaiúva, Praça Seca e Tanque, recebe a denominação de Serra do Inácio Dias.
Recebeu este nome porque era na subida da serra que os escravos alforriados (forros), como também os fugidos, buscavam abrigo, construindo quilombos.

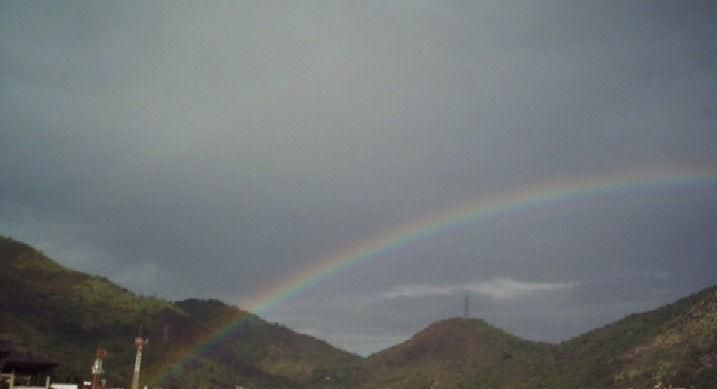
Trecho da Serra dos Pretos Forros vista da região do Grande Méier.

Apesar de boa parte de seus morros estarem atualmente cobertos por capim colonião, a Serra dos Pretos Forros ainda preserva trechos de Mata Atlântica, principalmente no lado de Jacarepaguá, tendo ainda oito pontos de nascentes naturais.
Em 14 de novembro de 2000 um decreto da Prefeitura do Rio de janeiro ( do então prefeito Luiz Paulo Conde) Estabeleceu a serra como área protegida ambientalmente.
"Fica criada a Área de Proteção Ambiental (APA) da serra dos Pretos Forros, possuindo área total aproximada de 2645,7ha e localizada na XIII R.A. (Méier), XV R.A. (Madureira) e XVI R.A. (Jacarepaguá)."
Isso pode ser consultado através do  DECRETO Nº 19145 DE 14 DE NOVEMBRO DE 2000

## Principais Morros
- Pretos Forros ( 483 m )
- Água Santa ( 470 m )
- Inácio Dias ( 449 m )
- Careca ( 333 m )
- Covanca ( 267m )
- Dezoito ( 254m )
- Bica ( 251m )
- São José Operário ( 239m )
- Barro Vermelho ( 175m )
- Reunião ( 172m )
- Pau Ferro ( 136m )